# کبالت-کروم

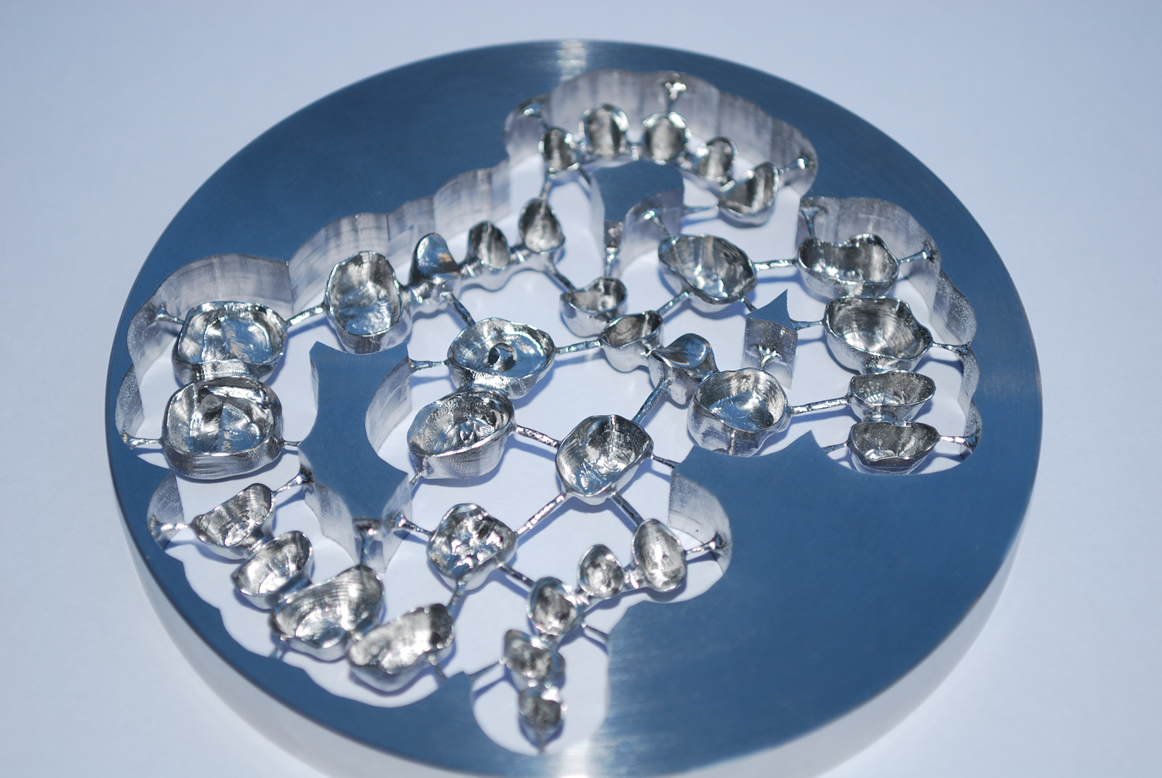
دیسک کبالت کروم با بریج و روکش دندان

کبالت کروم (CoCr) یک آلیاژ فلزی از کبالت و کروم است. کبالت کروم دارای استحکام ویژه بسیار بالایی است و معمولاً در توربین‌های گازی، ایمپلنت‌های دندانی و ایمپلنت‌های ارتوپدی استفاده می‌شود.